# Еріх Гоффманн
Е́ріх Го́ффманн (нім. Erich Hoffmann; 25 квітня 1868, Віцимиці, Померанія — 8 травня 1959, Бонн, Федеративна Республіка Німеччина) — німецький дерматолог. Він винайшов метод світлового зображення в мікроскопії.

## Біографія
Був сином пастора. Навчався у середніх школах у Нойвіді та Котбусі, а також середню школу Йоахімшталя в Берліні, яку закінчив у 1887 році.
Вивчав медицину з 1887 по 1893 рік у Берлінській академії кайзера Вільгельма (Pépinière), де в 1892 році здобув ступінь доктора за дисертацію «Про дуже молодого анадидимуса курки». Став працювати у дерматологічній клініці Шаріте. Того ж року його призначили помічником лікаря. Пройшов військову підготовку у гвардійському фузилерському полку «Чорні гусари». Гоффманн прослужив у медичному корпусі кілька років, у 1900 році його підвищили до медичного працівника та перевели назад у Шаріте. У 1904 році він закінчив свою габілітацію в Берлінському університеті.
Джон Сігел, працюючи в Інституті зоології Берлінського університету, 1904 року стверджував, що знайшов джгутикове найпростіше при сифілітичних ураженнях. Через скептицизм, з яким це повідомлення було сприйняте, було призначене розслідування. У 1905 році зоолог Фріц Шаудін і Гоффманн, яким воно було доручено, відкрили бактерію, збудника сифілісу, спіралеподібну спірохету під назвою Treponema pallidum. Мікроорганізм був виділений з папули з вульви пацієнтки із вторинним сифілісом. Два лікарі задокументували свої висновки у трактаті, який називається «Попередній звіт про появу спірохет у продуктах сифілітичної хвороби та папіломах». Усю славу відкриття Гоффманн приписував кмітливості Шаудінна, стверджуючи, що його власна роль була лише у збиранні матеріалу.
Праці його присвячені також експериментальним дослідженню сифілісу, його ранній діагностиці та лікуванню. Він довів сприйнятливість до цієї хвороби південноамериканських ігрункових мавп; вказав на можливість прищеплення первинного сіфилітичного афекту кроликам. Експериментально обґрунтував терапію препаратами арсена, що зробив разом з Паулем Теодором Уленгутом.
Ілля Мечников виявив Spirochaeta pallida у виразках мавп, прищеплених сифілітичним виділенням від хворих на сифіліс людей, а Авраам Бушле виявив збудника в печінці та селезінці дитини, яка померла через вроджений сифіліс, що підтвердило відкриття Шаудіна і Гоффманна.
У 1908 році Гоффманн став професором і старшим лікарем університету Галле. У 1910 році його було призначено директором університетської шкірної клініки в Бонні. У 1918 році він став повним професором. У 1919 році описав особливі імунобіологічні властивості шкіри, названі ним ейзофілаксіей. Він вивчав гістологію шкіри, особливо родимих плям. Дослідив дерматофібросаркому та інші пухлини шкіри та її пігментації. Він був одним з перших дерматологів, що вважав шкіру захисним органом для внутрішніх органів і систем.
Багато років він був редактором німецьких «Журналу дерматології» та співредактром «Архівів дерматології і сифілісу».
Незважаючи на безперечні наукові заслуги, Гоффманн отримав відпустку після жорстоких нападів на нього НСДАП, а потім вийшов у відставку як національний службовець Німеччини 3-го класу. Хоча він підписав звернення 900 німецьких професорів «Прихильність викладачів німецьких університетів та коледжів Адольфу Гітлеру та націонал-соціалістичній державі» (нім. Bekenntnis der Professoren an den deutschen Universitäten und Hochschulen zu Adolf Hitler und dem nationalsozialistischen Staat) 3 березня 1933 року, у тому ж місяці колеги звинуватили його у виступі проти бойкоту євреїв 1933 року та зневаги до націонал-соціалістичної символіки. Хоча висловлювання на кшталт «білий жилет і коричнева сорочка просто протистоять один одному» або зітхання «про те, що немає жодного єврея, який може вбити Гітлера», він заперечував як «спотворені». Гоффманн активізував приватну практику та здійснив численні поїздки за кордон. У 1939 році його паспорт був анульований через зневажливі заяви про німецький рейх.
Відмовився від запрошень працювати в США, Японії та деяких інших країнах, займався науковою та літературною творчістю. Гоффманн покинув Німеччину в епоху націонал-соціалізму, але після Другої світової війни повернувся до Бонну і створив там лабораторію. Наприкінці 1940-х років він опублікував дві книги про свою роботу в медицині під назвою «Бажання і створення» і «Прагнення до досконалості». У 1953 році президент ФРН Теодор Гойс нагородив Гоффманна Великим хрестом за заслуги.
Помер 8 травня 1959 року незабаром після відзначення свого 91-річчя.

## Пам'ять
Його ім'ям названо:
- хвороба Гофмана — абсцедуючий фолікуліт і періфоллікуліт голови (1907);
- синдром Гофмана — Цурхелле — шкірний поверхневий ліпоматозний невус (1921, описаний спільно з нідерландським дерматологом Е. Цурхелле).